# Pier Giorgio Merli
Pier Giorgio Merli (Forlì, 1943 – Marina di Ravenna, 24 febbraio 2008) è stato un fisico italiano.

## Biografia
Laureatosi all'Università di Bologna nel 1967 ha rivolto le sue ricerche nel settore della microscopia elettronica.
Nel 1974 realizzò insieme ai colleghi Gianfranco Missiroli e Giulio Pozzi un esperimento sulla interferenza di elettroni singoli da due fenditure, rilevante per la fisica quantistica.
Tra le altre sue ricerche, vanno segnalate quelle sulla ricristallizzazione del silicio provocata da fasci di ioni e quelle sui criteri di formazione dell'immagine nell'ambito della microscopia elettronica.
Ha lavorato presso l'Istituto per la Microelettronica e Microsistemi del CNR di Bologna ed era specializzato in meccanica quantistica.
Merli ha pubblicato oltre un centinaio di articoli scientifici su riviste italiane e internazionali.
È morto per annegamento in seguito ad un malore nel porto di Marina di Ravenna il 24 febbraio 2008.